# Cavallasca
Cavallasca är en ort och frazione i kommunen San Fermo della Battaglia i provinsen Como i regionen Lombardiet i Italien. 
Cavallasca upphörde som kommun den 1 januari 2017 och uppgick i kommunen San Fermo della Battaglia. Den tidigare kommunen hade 3 003 invånare (2016).